# 文佳
文佳（1989年—），辽宁丹东人，中国女子乒乓球运动员，左手横板弧圈结合快攻打法。

## 生涯
文佳于2006年进入国家队，2008年夺得全国乒乓球锦标赛女单冠军。2009年东亚运动会，她夺得乒乓球女子单打亚军。2011年，文佳夺得国际乒联职业巡回赛中国公开赛（深圳站）女单冠军。
2013年，文佳首次参加世界乒乓球锦标赛，她和邱贻可搭档出战混合双打比赛，于16强2:4不敌中国香港组合江天一/李皓晴而出局。同年年底，文佳于德国公开赛问鼎女单冠军，同时夺得女双冠军。